# Красна Горка (Волзький район)
Кра́сна Го́рка (рос. Красная Горка, марій. Лягушкино) — присілок у складі Волзького району Марій Ел, Росія. Входить до складу Приволзького міського поселення.

## Населення
Населення — 42 особи (2010; 52 у 2002).
Національний склад (станом на 2002 рік):
- марі — 60 %
- росіяни — 38 %